# Альтмерслебен
Альтмерслебен (нем. Altmersleben) — община в Германии, в земле Саксония-Анхальт.
Входит в состав района Зальцведель. Подчиняется управлению Арендзее-Кальбе.  Население составляет 294 человека (на 31 декабря 2006 года). Занимает площадь 13,34 км².